# Position du bateau ivre
Pour les articles homonymes, voir Bateau ivre.

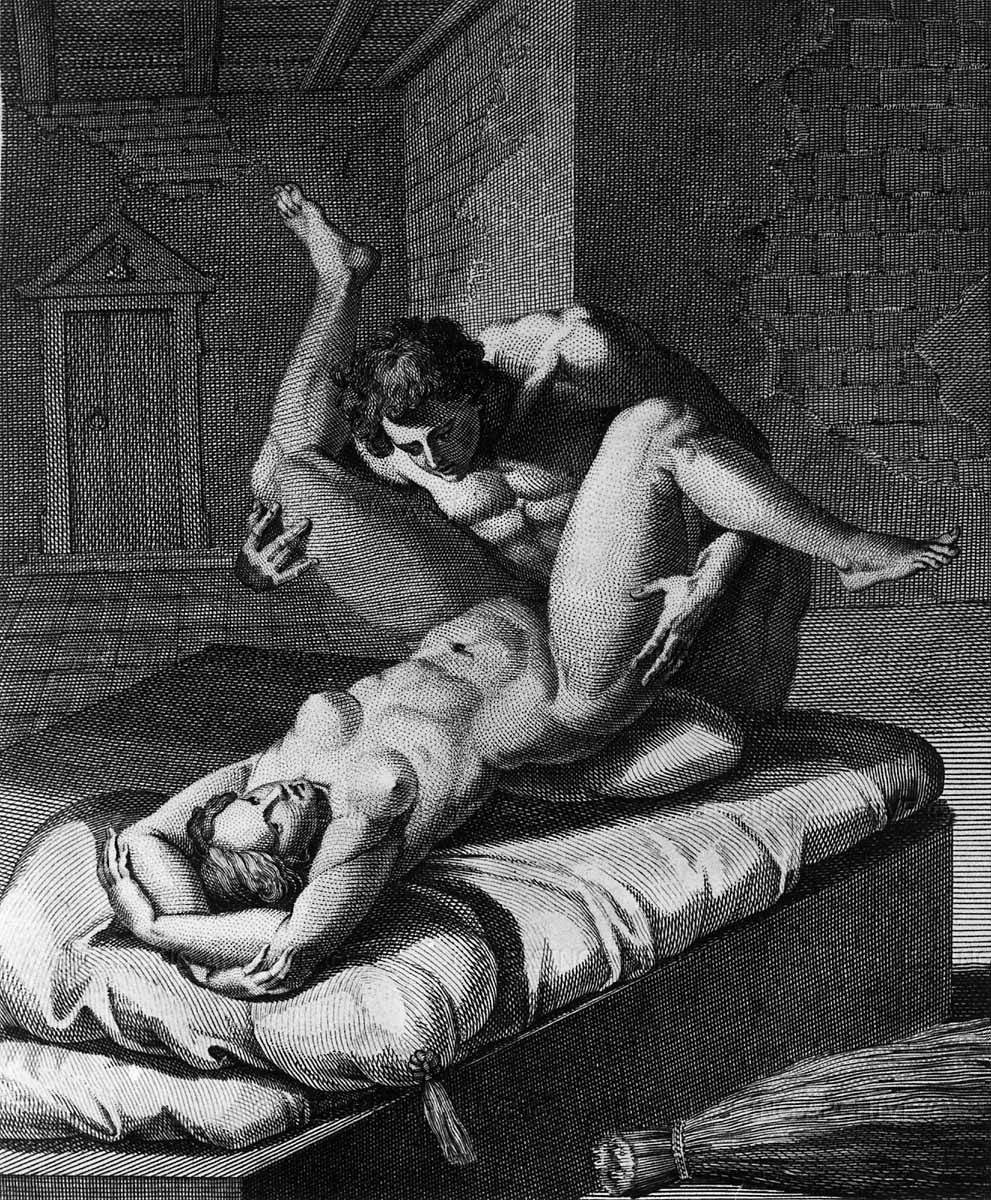
Gravure de Agostino Carracci.

La position du bateau ivre est une position sexuelle proche de la position du missionnaire. Dans un rapport hétérosexuel, l’homme s’agenouille au bord du lit face à sa partenaire qui est couchée sur le dos. Il peut soulever légèrement les jambes de la femme (un coussin peut être placé sous les fesses), en les tenant par les chevilles et accomplit un mouvement de va-et-vient.
Si cette position permet à l'homme de mieux voir la pénétration, et donc de mieux la maîtriser, elle exige d'avoir une bonne hauteur du couchage de la femme : si le lit n'a pas une hauteur adaptée à la longueur des cuisses de l'homme, celui-ci sera obligé de se mettre semi-debout. De plus, cette position ne laisse pas beaucoup d'amplitude de mouvements à la femme.
Cette position est théoriquement efficace pour stimuler le point G car celui-ci serait situé à environ 3 ou 4 centimètres sur la paroi antérieure du vagin. Ainsi le sexe de l'homme en érection tend vers le haut et viendrait donc le stimuler lors de la pénétration dans cette position. Elle permet également de pratiquer le sexe anal.